# .pg
A .pg Pápua Új-Guinea internetes legfelső szintű tartomány kódja, melyet 1996-ban hoztak létre. Oldalakat az alábbi címek alá lehet regisztrálni: 
- com.pg
- gov.pg
- mil.pg
- org.pg